# Boeddhistische jaartelling
De boeddhistische jaartelling is een jaartelling die gebruikt wordt in Zuidoost-Azië in de landen Cambodja, Laos, Myanmar (Birma), Sri Lanka en Thailand in verschillende vormen. 
Deze jaartelling begint vanaf de vermeende dood van Gautama Boeddha, de stichter van het boeddhisme. Hoewel het sterftejaar van de Boeddha onbekend is, is dit in de landen die het theravadaboeddhisme aanhangen op 543 v.Chr. gedateerd.
Het jaar 2025 is in Thailand daardoor het boeddhistische jaar 2568. In Sri Lanka echter komt het jaar 2025 overeen met het boeddhistische jaar 2569.
De boeddhistische jaartelling is de officiële jaartelling in Thailand en wordt op bijvoorbeeld overheidsdocumenten en munten gebruikt en ook op kalenders.